# Аарон, Мануэль
Мануэль Аарон (англ. Manuel Aaron; род. 30 декабря 1935, Тауннгу, Британская Индия) — индийский шахматист, первый международный мастер Индии (1961). Занимал должности председателя и ответственного секретаря Всеиндийской шахматной федерации, член ЦК ФИДЕ (с 1986). Почётный редактор журнала «Чесс мейт» (Chess mate) — первого шахматного журнала в Азии.
Девятикратный чемпион Индии (1959—1981). Участник межзонального турнира в Стокгольме (1962), где занял последнее 23-е место, но выиграл у Л. Портиша и В. Ульмана. В международном турнире стран Азии в Ашхабаде (1961) поделил 5—6-е места, на чемпионате Содружества в Гонконге (1984) был четвёртым.
Трижды с индийской командой участвовал в Шахматных Олимпиадах. Он играл на первой доске в Лейпциге (1960, +2 −10 =8) и Варне (1962, +7 −6 =4). В 1964 играл на второй доске в Тель-Авиве (+4 −7 =6).